# X-Фактор (Украина)
«И́кс-Фа́ктор» — украинская версия британского проекта The X Factor — музыкального шоу талантов, основной целью которого является поиск и развитие песенного таланта конкурсантов. Все конкурсанты выбираются путём публичных прослушиваний.
По 2014 год кастинги проходили в крупнейших городах Украины: Днепропетровске, Львове, Донецке, Одессе, Харькове и Киеве; затем — только в Киеве. Предкастинги также проходили в Полтаве, Луганске, Запорожье, Симферополе, Николаеве, Черновцах, Ужгороде, Луцке и Ровно.
Шоу стартовало на канале СТБ 4 сентября 2010 года.

## Формат
Именно британский проект The X Factor, созданный в 2004 году известным английским продюсером Саймоном Кауэллом (Simon Cowell) и компанией FremantleMedia, основал международную The X Factor серию. Адаптированные версии шоу были показаны более чем в двадцати странах мира. К этому времени проект «Икс-Фактор» стал одним из самых популярных песенных талант-шоу в мире, а его победители непременно стали яркими фигурами в шоу-бизнесе в своих странах.
«X-Фактор» — слово-идиома: черта характера, которая не имеет чёткого определения и пояснения; талант. В контексте данного шоу — «икс-фактор» — часть «звёздности» в человеке, «звёздный» талант.

### Кастинги

Кастинг в Харькове.

Шоу прежде всего заинтересовано на идентификации певческого таланта, но яркая индивидуальность, раскованность на сцене и хореографические умения тоже важные элементы выступления, которые могут заинтересовать судей. Конкурсанты делятся на четыре категории: девочки возраста от 14 до 24 лет, мальчики от 14 до 24 лет, старше 25 лет и коллективы.
Отбор участников делится на четыре этапа:
- Этап 1: Предкастинг, или кастинг продюсеров (эти прослушивания дают возможность выступить перед судьями);
- Этап 2: Телекастинг (прослушивания перед судьями и зрителями, судьи выбирают лучших исполнителей);
- Этап 3: Тренировочный лагерь (конкурсанты исполняют задания судей, судьи отбирают 12 исполнителей — по 3 исполнителя каждой категории);
- Этап 4: Прямые эфиры.

### Прямые эфиры
Прямые эфиры состоят из двух шоу: в первом конкурсанты исполняют песни, а во втором  объявляются результаты зрительского голосования.
Во время первых прямых эфиров каждый из конкурсантов исполняет только одну песню перед аудиторией в студии и судьями, обычно все конкурсанты поют вживую под записанную музыкальную фонограмму. Некоторые выступления сопровождаются хореографическими постановками и живым оркестром. После выступления каждого конкурсанта судьи комментируют его номер, судья защищает своего конкурсанта от критики судей-соперников. Линии для голосования открываются сразу после выступления всех конкурсантов. Формат выступлений меняется, когда в соревновании остаются 4 или 5 участников. После этого каждый из конкурсантов исполняет две песни. Так продолжается, пока только три участника остаются в шоу, эти трое становятся финалистами. В Финале определяются два суперфиналиста, в конце эфира открывается недельное голосование за победителя. В суперфинале это голосование закрывается, и объявляется победитель программы.

### Результаты
Перед объявлением результатов предыдущего шоу, на сцену приглашается известный человек из мира шоу-бизнеса со своим выступлением. Далее объявляются прошедшие конкурсанты, кроме тех двух, которые набрали самое маленькое количество голосов. Эти двое исполняют ещё одну песню; выступление откровенно обсуждается судьями, и они решают, кто покинет шоу. Если каждый из двух номинированных конкурсантов получают одинаковое количество голосов от судей, утверждается результат зрительского голосования, и тот из двоих, за которого зрители отдали самое маленькое количество голосов, покидает программу. Фактическое количество голосов никогда не оглашается, пока не выбрали победителя (во втором сезоне после оглашения победителя количество голосов не было опубликовано).
Когда проходит половина программы, конкурсант, который набрал наименьшее количество голосов покидает шоу автоматически; с 5 сезона те двое, которые набрали наименьшее количество голосов (после того кто уже покинул шоу) попадают в номинацию, и затем шоу покидает ещё один участник.

### Судьи
Постоянный судья
     Приглашённый судья
| Игорь Кондратюк     |
| Сергей Соседов      |
| Серёга              |
| Ёлка                |
| Ирина Дубцова       |
| Иван Дорн           |
| Нино Катамадзе      |
| Андрей Хлывнюк      |
| Андрей Данилко      |
| Константин Меладзе  |
| Юлия Санина         |
| Антон Савлепов      |
| Анастасия Каменских |
| Олег Винник         |
| Дмитрий Шуров       |
| Оля Полякова        |
| Алессандро Сафина   |

## Ведущие
| Оксана Марченко |
| Андрей Бедняков |
| Дарья Трегубова |

## Очерк сезонов
| - Команда Сергея Соседова - Команда Ёлки - Команда Серёги - Команда Игоря Кондратюка - Команда Ирины Дубцовой - Команда Нино Катамадзе | - Команда Ивана Дорна - Команда Андрея Хлывнюка - Команда Андрея Данилко - Команда Юлии Саниной - Команда Антона Савлепова | - Команда Константина Меладзе - Команда Дмитрия Шурова - Команда Насти Каменских - Команда Олега Винника - Команда Оли Поляковой |

| Сезон | Дата Старта      | Дата Финала     | Победитель            | Суперфиналист       | Третье место         | Тренер-победитель | Ведущая         | Ведущий         | Наставники     | Наставники      | Наставники      | Наставники         |
| Сезон | Дата Старта      | Дата Финала     | Победитель            | Суперфиналист       | Третье место         | Тренер-победитель | Ведущая         | Ведущий         | 1              | 2               | 3               | 4                  |
| ----- | ---------------- | --------------- | --------------------- | ------------------- | -------------------- | ----------------- | --------------- | --------------- | -------------- | --------------- | --------------- | ------------------ |
| 1     | 4 сентября 2010  | 8 января 2011   | Алексей Кузнецов      | Мария Рак           | Александр Кривошапко | Ёлка              | Оксана Марченко | —               | Сергей Соседов | Ёлка            | Серёга          | Игорь Кондратюк    |
| 1     | 4 сентября 2010  | 8 января 2011   | Алексей Кузнецов      | Мария Рак           | Владимир Ткаченко    | Ёлка              | Оксана Марченко | —               | Сергей Соседов | Ёлка            | Серёга          | Игорь Кондратюк    |
| 2     | 27 августа 2011  | 1 января 2012   | Виктор Романченко     | Олег Кензов         | Влад Курасов         | Серёга            | Оксана Марченко | —               | Сергей Соседов | Ёлка            | Серёга          | Игорь Кондратюк    |
| 3     | 1 сентября 2012  | 5 января 2013   | Аида Николайчук       | Евгений Литвинкович | Алексей Смирнов      | Игорь Кондратюк   | Оксана Марченко | —               | Сергей Соседов | Серёга          | Ирина Дубцова   | Игорь Кондратюк    |
| 4     | 31 августа 2013  | 4 января 2014   | Александр Порядинский | «Триода»            | Сергей Гладыр        | Ирина Дубцова     | Оксана Марченко | —               | Сергей Соседов | Ирина Дубцова   | Серёга          | Игорь Кондратюк    |
| 5     | 23 августа 2014  | 27 декабря 2014 | Дмитрий Бабак         | «Экстрим»           | Кирилл Каплуновский  | Нино Катамадзе    | Оксана Марченко | —               | Сергей Соседов | Нино Катамадзе  | Иван Дорн       | Игорь Кондратюк    |
| 6     | 22 августа 2015  | 26 декабря 2015 | Костя Бочаров         | Богдан Совык        | Алина Паш            | Игорь Кондратюк   | Оксана Марченко | —               | Сергей Соседов | Нино Катамадзе  | Андрей Хлывнюк  | Игорь Кондратюк    |
| 7     | 27 августа 2016  | 24 декабря 2016 | Севак Ханагян         | «DETACH»            | «Mountain Breeze»    | Антон Савлепов    | Оксана Марченко | Андрей Бедняков | Андрей Данилко | Юлия Санина     | Антон Савлепов  | Константин Меладзе |
| 8     | 2 сентября 2017  | 30 декабря 2017 | Михаил Панчишин       | «Yurcash»           | Дарья Ступак         | Дмитрий Шуров     | —               | Андрей Бедняков | Андрей Данилко | Дмитрий Шуров   | Настя Каменских | Олег Винник        |
| 9     | 1 сентября 2018  | 29 декабря 2018 | «ZBSband»             | Дмитрий Волканов    | Марк Савин           | Настя Каменских   | —               | Андрей Бедняков | Андрей Данилко | Дмитрий Шуров   | Настя Каменских | Олег Винник        |
| 9     | 1 сентября 2018  | 29 декабря 2018 | «ZBSband»             | Дмитрий Волканов    | Ольга Жмурина        | Настя Каменских   | —               | Андрей Бедняков | Андрей Данилко | Дмитрий Шуров   | Настя Каменских | Олег Винник        |
| 10    | 14 сентября 2019 | 28 декабря 2019 | Элина Иващенко        | Георгий Колдун      | Антон Вельбой        | Игорь Кондратюк   | Дарья Трегубова | —               | Андрей Данилко | Настя Каменских | Оля Полякова    | Игорь Кондратюк    |
| 10    | 14 сентября 2019 | 28 декабря 2019 | Элина Иващенко        | Георгий Колдун      | Мария Стопник        | Игорь Кондратюк   | Дарья Трегубова | —               | Андрей Данилко | Настя Каменских | Оля Полякова    | Игорь Кондратюк    |

## Сезон 1
Первый сезон украинского X-Фактора начал выходить в эфир 4 сентября 2010, ведущей шоу стала Оксана Марченко. Судьями первого сезона были шоумен Игорь Кондратюк, певица Ёлка, рэпер Серёга и музыкальный критик Сергей Соседов.

### Финалисты
Цветовой ключ:
     — Победитель
     — Суперфиналист
     — Финалист
     — Участник выбыл только по результатам голосования телезрителей
     — Участник выбыл по голосованию судей и телезрителей
| Категория                       | ТОП 12                           | ТОП 12                                    | ТОП 12                                 |
| ------------------------------- | -------------------------------- | ----------------------------------------- | -------------------------------------- |
| Сергей Соседов (25+)            | Владимир Ткаченко Финалист       | Ирина Борисюк 5-6 место                   | Юрий Богуславский 12 место             |
| Ёлка (парни 14-25)              | Алексей Кузнецов Победитель      | Александр Кривошапко Финалист             | Дмитрий Скалозубов 10 место            |
| Серёга (коллективы)             | «Дети капитана Гранта» 5-6 место | Александр Павлик и Сергей Семёнов 7 место | Дмитрий Монатик и Иван Сафаров 9 место |
| Игорь Кондратюк (девушки 14-25) | Мария Рак Суперфиналист          | Татьяна Зотова 8 место                    | Мария Стасюк 11 место                  |

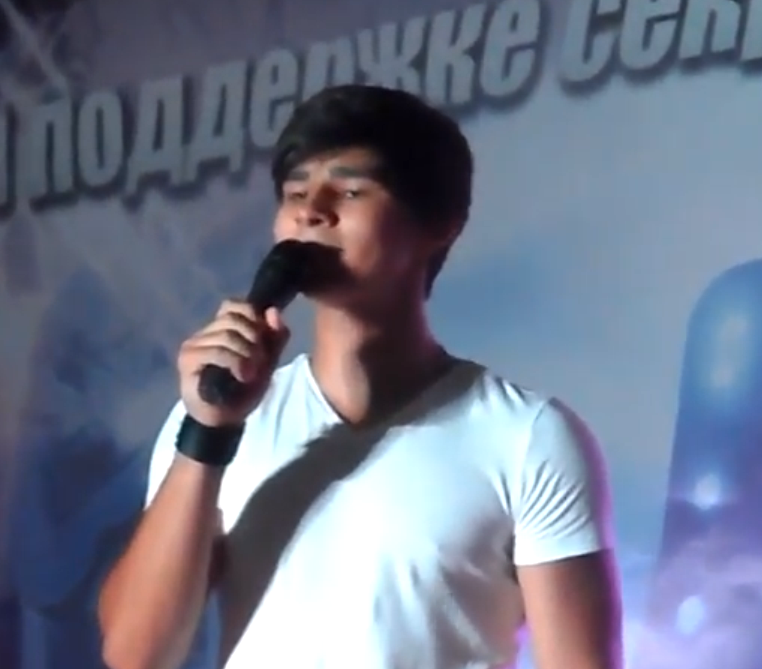
Никита Ломакин

- 1 место (победитель) — Алексей Кузнецов (Ёлка) — Макеевка, 19 лет
- 2 место (суперфиналист) — Мария Рак (Игорь Кондратюк) — Бородянка, 22 года
- 3-4 место (финалист) — Александр Кривошапко (Ёлка) — Мариуполь, 18 лет
- 3-4 место (финалист) — Владимир Ткаченко (Сергей Соседов) — Днепропетровск, 27 лет
- 5-6 место (полуфиналист) — Ирина Борисюк (Сергей Соседов) — Тернополь, 33 года
- 5-6 место (полуфиналисты) — Группа Дети Капитана Гранта (Серёга) — Харьков
- 7 место — Дуэт Павлик и Семёнов (Серёга) — Киев, 26 лет и 31 год
- 8 место — Татьяна Зотова (Игорь Кондратюк) — Харьков, 18 лет
- 9 место — Дуэт Монатик и Сафаров (Серёга) — Луцк, Дружковка, 24 года и 16 лет
- 10 место — Дмитрий Скалозубов (Ёлка) — Марганец, 22 года
- 11 место — Мария Стасюк (Игорь Кондратюк) — Киев, 15 лет
- 12 место — Юра Богуславский (Сергей Соседов) — Днепропетровск, 42 года

## Сезон 2

### Финалисты
Цветовой ключ:
     — Победитель
     — Суперфиналист
     — Финалист
     — Участник выбыл только по результатам голосования телезрителей
     — Участник выбыл по голосованию судей и телезрителей
| Категория                      | ТОП 12                       | ТОП 12                     | ТОП 12                    |
| ------------------------------ | ---------------------------- | -------------------------- | ------------------------- |
| Сергей Соседов (девушки 14-25) | Светлана Винник 6 место      | Евгения Тарайкович 9 место | Валерия Локтенко 11 место |
| Ёлка (коллективы)              | Аркадий и Малика 4 место     | «Максимум» 10 место        | «Аква» 12 место           |
| Серёга (25+)                   | Виктор Романченко Победитель | Анна Охрицкая 7 место      | Владимир Куликов 8 место  |
| Игорь Кондратюк (парни 14-25)  | Олег Кензов Суперфиналист    | Владислав Курасов Финалист | Роман Веремейчик 5 место  |

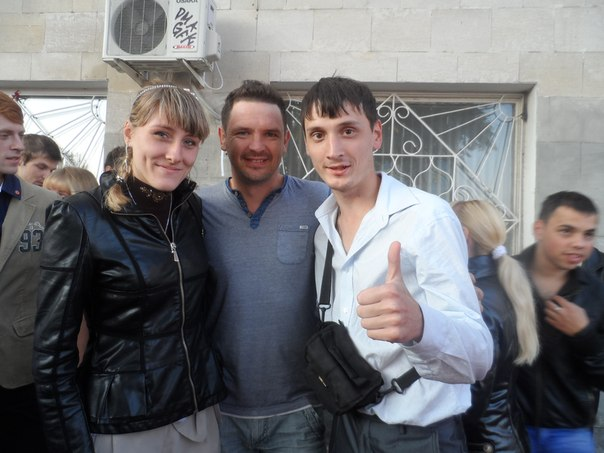
Виктор Романченко

- 1 место (победитель) — Виктор Романченко (Серёга) — 33 года, Херсон
- 2 место (суперфиналист) — Олег Кензов (Игорь Кондратюк) — 23 года, Полтава
- 3 место (финалист) — Владислав Курасов (Игорь Кондратюк) — 16 лет, Краснодар (Россия)
- 4 место (полуфиналисты) — Дуэт Аркадий и Малика (Ёлка) — 22 и 19 лет, Ковель, Одесса
- 5 место — Роман Веремейчик (Игорь Кондратюк) — Торез, 21 год
- 6 место — Светлана Винник (Сергей Соседов) — Днепропетровск, 21 год
- 7 место — Анна Охрицкая (Серёга)  — Харцызск, 29 лет
- 8 место — Владимир Куликов (Серёга) — Днепропетровск, 71 год
- 9 место — Женя Тарайкович (Сергей Соседов) — Полтава, 16 лет
- 10 место — Трио «Максимум» (Ёлка) — Винница
- 11 место — Валерия Локтенко (Сергей Соседов)  — Донецк, 15 лет
- 12 место — Группа «АКВА» (Ёлка) — Екатерина Кащаева, Юлия Карабут, Анастасия Либер, Алена Луцкая, Донецк

## Сезон 3
Третий сезон шоу начался 1 сентября 2012 года. В прослушиваниях приняли участие более 40000 человек. Состав жюри изменился: вместо Ёлки появилась Ирина Дубцова. В суперфинал шоу вышли подопечные Игоря Кондратюка, а победила в шоу Аида Николайчук.

### Финалисты
Цветовой ключ:
     — Победитель
     — Суперфиналист
     — Финалист
     — Участник выбыл только по результатам голосования телезрителей
     — Участник выбыл по голосованию судей и телезрителей
| Категория                      | ТОП 12                     | ТОП 12                            | ТОП 12                       |
| ------------------------------ | -------------------------- | --------------------------------- | ---------------------------- |
| Сергей Соседов (девушки 14-25) | Юлия Плаксина 6 место      | Жанна Перегон 9 место             | Мелен Пасса 12 место         |
| Серёга (парни 14-25)           | Алексей Смирнов Финалист   | Дмитрий Сысоев 4 место            | Илья Ефимов 10 место         |
| Ирина Дубцова (коллективы)     | «D-версия» 5 место         | «3D» 8 место                      | Виолетта и Анатолий 11 место |
| Игорь Кондратюк (25+)          | Аида Николайчук Победитель | Евгений Литвинкович Суперфиналист | Яков Головко 7 место         |

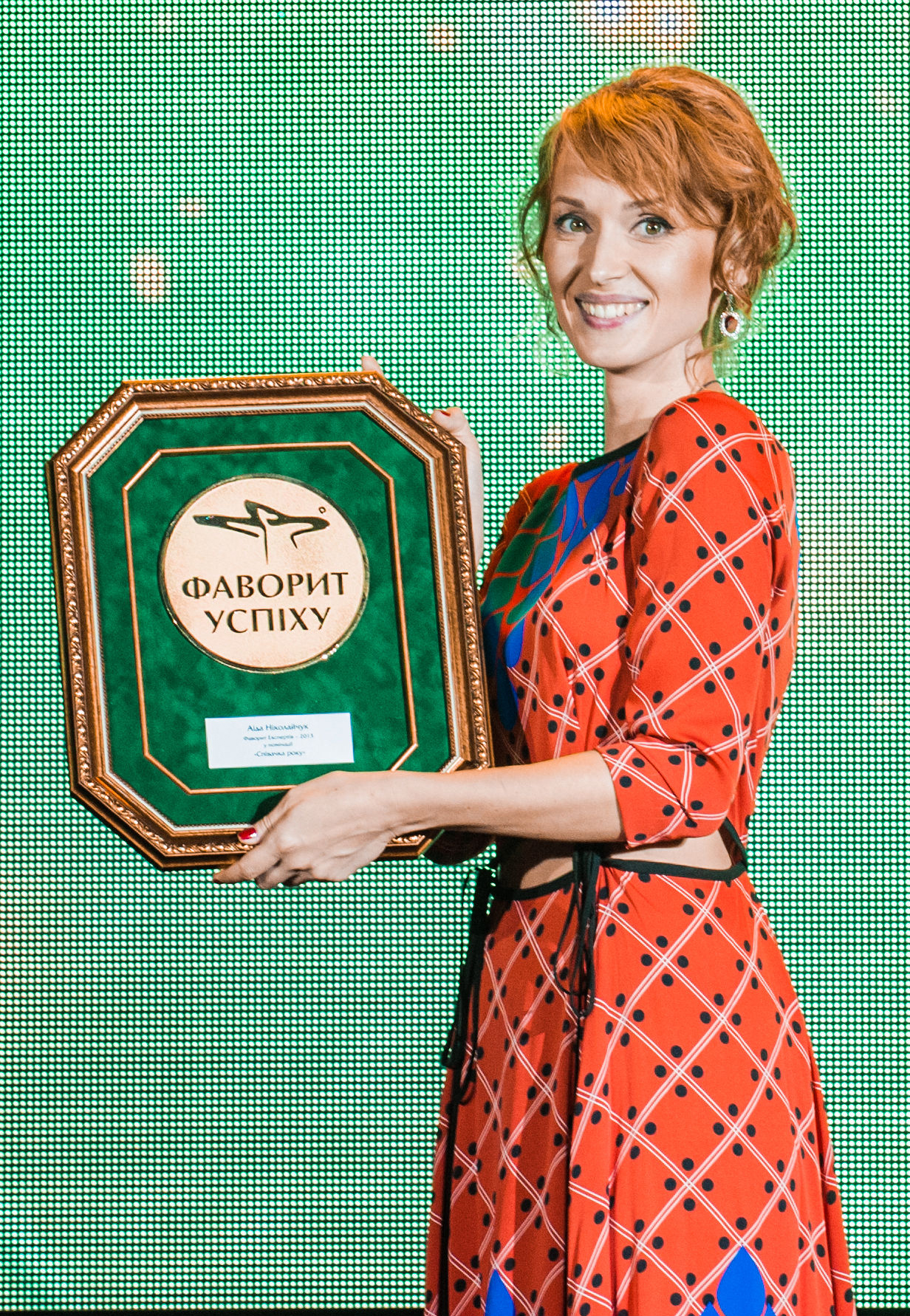
Аида Николайчук

- 1 место (победитель) — Аида Николайчук, Одесса, 30 лет (Игорь Кондратюк)
- 2 место (суперфиналист) — Евгений Литвинкович, Жодино (Белоруссия), 31 год (Игорь Кондратюк)
- 3 место (финалист) — Алексей Смирнов, 23 года (Серёга)
- 4 место (полуфиналист) — Дмитрий Сысоев, Львов, 22 года (Серёга)
- 5 место — Группа «D-Версия»/ Вячеслав Ефремов, Даниил Клягин и Назар Хассан, Луганск/Донецк/Львов (Ирина Дубцова)
- 6 место — Юлия Плаксина, 20 лет (Сергей Соседов)
- 7 место — Яков Головко, Ялта, 49 лет (Игорь Кондратюк)
- 8 место — группа «3D»/Александра Прилепская, Светлана Легенькая, Анна Шут (Ирина Дубцова)
- 9 место — Жанна Перегон, 19 лет (Сергей Соседов)
- 10 место — Илья Ефимов, 21 год (Серёга)
- 11 место — дуэт «Виолетта и Анатолий» (Ирина Дубцова)
- 12 место — Мелен Эстель Валентина Пасса, 20 лет (Сергей Соседов)

## Сезон 4
Старт четвёртого сезона состоялся 31 августа 2013 года. Состав жюри остаётся прежним. Оценивать вокальные данные участников будут: Игорь Кондратюк, Серёга, Ирина Дубцова и Сергей Соседов. В этом сезоне судьи решили изменить категории: «Младше 18», «Парни (любого возраста старше 18)», «Девушки (любого возраста старше 18)» и «Коллективы»

### Финалисты
Цветовой ключ:
     — Победитель
     — Суперфиналист
     — Финалист
     — Участник выбыл только по результатам голосования телезрителей
     — Участник выбыл по голосованию судей и телезрителей
| Категория                    | ТОП 12                           | ТОП 12                   | ТОП 12                     |
| ---------------------------- | -------------------------------- | ------------------------ | -------------------------- |
| Сергей Соседов (парни)       | Евгений Шпаченко 12 место        | Сергей Гладыр Финалист   | Михаил Мостовой 6 место    |
| Серёга (девушки)             | Мария Кацева 8 место             | Дарья Ковтун 5 место     | Анастасия Рубцова 11 место |
| Ирина Дубцова (младше 18-ти) | Александр Порядинский Победитель | Даниил Рувинский 7 место | Никита Ломакин 9 место     |
| Игорь Кондратюк (коллективы) | «Клей Угрюмого» 10 место         | «Триода» Суперфиналист   | дуэт «Two voices» 4 место  |

- 1 место (победитель) — Александр Порядинский, село Гнединцы, Черниговская обл., 15 лет (Ирина Дубцова)
- 2 место (суперфиналист) — Коллектив «Триода», Тернополь (Игорь Кондратюк)
- 3 место (финалист) — Сергей Гладыр, Львов, 34 года (Сергей Соседов)
- 4 место (полуфиналист) — дуэт «Two voices» (Игорь Кондратюк)
- 5 место — Дарья Ковтун, Одесса, 22 года (Серёга)
- 6 место — Михаил Мостовой, 34 года (Сергей Соседов)
- 7 место — Даниил Рувинский, 14 лет (Ирина Дубцова)
- 8 место — Мария Кацева, Екатеринбург, 29 лет (Серёга)
- 9 место — Никита Ломакин, 15 лет (Ирина Дубцова)
- 10 место — «Клей Угрюмого» (Игорь Кондратюк)
- 11 место — Анастасия Рубцова, 24 года (Серёга)
- 12 место — Евгений Шпаченко, 19 лет (Сергей Соседов)

## Сезон 5
Старт пятого сезона состоялся 23 августа 2014 года. Ведущей проекта осталась Оксана Марченко, а вот в составе жюри произошли существенные изменения. Теперь оценивать вокальные данные участников будут: неизменные Игорь Кондратюк и Сергей Соседов, коллегами по судейскому столу в 5 сезоне также будут: грузинская певица Нино Катамадзе, а также украинский певец Иван Дорн. Категории участников 5 сезона будут такими же, как в первых трёх сезонах: «Девушки, 14-25 лет», «Парни, 14-25 лет», «Старше 25 лет», «Коллективы». Впервые в истории шоу, судьи с первого прямого эфира не имеют права голоса. Участники выбывают исключительно по решению телезрителей (Судьи — 0 %, Телезрители — 100 %)
Специальный гость финала: Сара Коннор с хитом «From Sarah with Love».

### Финалисты
Цветовой ключ:
     — Победитель
     — Суперфиналист
     — Финалист
     — Участник выбыл только по результатам голосования телезрителей

| Категория                   | ТОП 12                   | ТОП 12                      | ТОП 12                   |
| --------------------------- | ------------------------ | --------------------------- | ------------------------ |
| Сергей Соседов (коллективы) | Трио «Экстрим» 2 место   | Дуэт «ТиПаЖи» 11 место      | «Ray Band» 12 место      |
| Иван Дорн (девушки)         | Валерия Симулик 4 место  | Олеся Матакова 5 место      | Санта Данелевича 9 место |
| Нино Катамадзе (парни)      | Артур Логай 10 место     | Кирилл Каплуновский 3 место | Дмитрий Бабак 1 место    |
| Игорь Кондратюк (25+)       | Владислав Павлюк 7 место | Владислав Ульянич 8 место   | Ирина Василенко 6 место  |

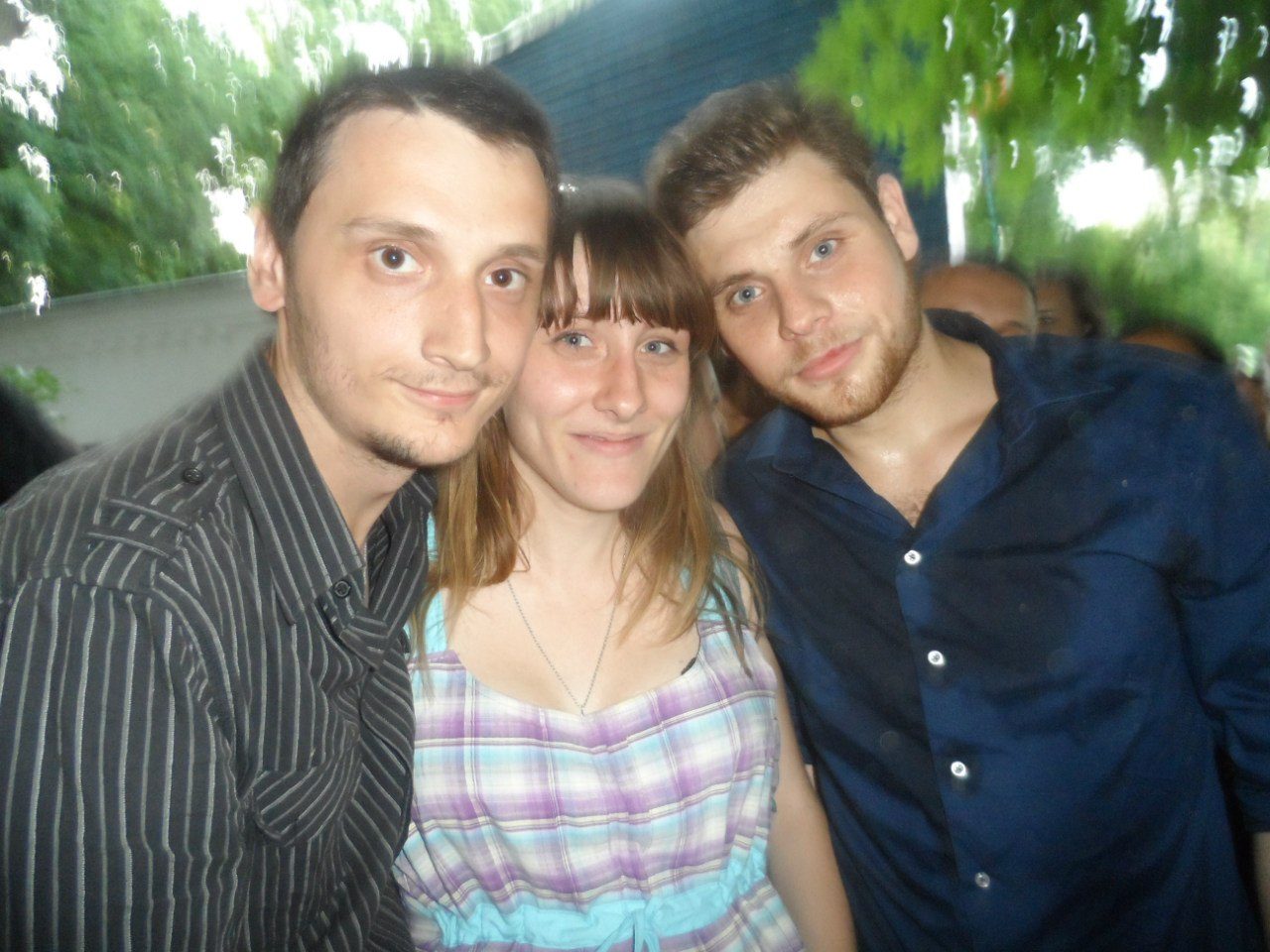
Артур Логай

- 1 место — (победитель) —Дмитрий Бабак, город Петровское, 22 года (Нино Катамадзе)
- 2 место — (суперфиналист) —Трио «Экстрим» (Станислав Панькин, Эльдар Кабиров, Сергей Юрченко) (Сергей Соседов)
- 3 место — (финалист) — Кирилл Каплуновский, 20 лет (Нино Катамадзе)
- 4 место — (полуфиналист) — Валерия Симулик, 14 лет (Иван Дорн)
- 5 место — (полуфиналист) — Олеся Матакова, 23 года (Иван Дорн)
- 6 место — Ирина Василенко , 28 лет (Игорь Кондратюк)
- 7 место — Владислав Павлюк , 25 лет (Игорь Кондратюк)
- 8 место — Владислав Ульянич , 26 лет (Игорь Кондратюк)
- 9 место — Санта Данелевича , 22 года (Иван Дорн)
- 10 место — Артур Логай, 21 год (Нино Катамадзе)
- 11 место — Дуэт «ТиПаЖи»(Денис и Максим Захарченко) (Сергей Соседов)
- 12 место — RAY BAND (Платон Левитов, Артём Гожий, Игорь Шеремет, Антон Гожий)(Сергей Соседов)

## Сезон 6
Старт шестого сезона состоялся 22 августа 2015. Ведущая шоу — Оксана Марченко, судьи шоу — Сергей Соседов, Нино Катамадзе, Андрей Хлывнюк, Игорь Кондратюк. Нововведениями в этом сезоне являются участие музыкальных коллективов с одним вокалистом и «Золотая кнопка», которую могут нажать каждый из судей один раз и участник, выступающий на кастинге, может попасть сразу на последнее испытание перед прямыми эфирами, минуя тренировочный лагерь.
Победил в шестом сезоне Костя Бочаров, подопечный Игоря Кондратюка.

### Финалисты
Цветовой ключ:
     — Победитель
     — Суперфиналист
     — Финалист
     — Участник выбыл только по результатам голосования телезрителей
     — Участник выбыл по голосованию судей и телезрителей

| Категория                   | ТОП 12                       | ТОП 12                    | ТОП 12                 |
| --------------------------- | ---------------------------- | ------------------------- | ---------------------- |
| Сергей Соседов (25+)        | Кристине Мартиашвили 8 место | Наталья Папазоглу 4 место | Богдан Совык 2 место   |
| Андрей Хлывнюк (коллективы) | Sparkle 10 место             | Біла Вежа 5 место         | Epolets 6 место        |
| Нино Катамадзе (девушки)    | Алина Паш 3 место            | Татия Кобаладзе 11 место  | Нини Нуцубидзе 9 место |
| Игорь Кондратюк (парни)     | Бесо Немсадзе 12 место       | Андрей Инкин 7 место      | Костя Бочаров 1 место  |

- 1 место — (победитель) — Костя Бочаров, Одесса, 18 лет (Игорь Кондратюк)
- 2 место — (суперфиналист) — Богдан Совык, 35 лет (Сергей Соседов)
- 3 место — (финалистка) — Алина Паш, Закарпатье, 22 года (Нино Катамадзе)
- 4 место — (полуфиналистка) — Наталья Папазоглу, 32 года (Сергей Соседов)
- 5 место — (полуфиналист) — Біла Вежа (Максим Иващенко, Андрей Эйсмонт, Андрей Томашенко, Сергей Иванов, Ярослав Гравицкий, Евгений Скоценко) (Андрей Хлывнюк)
- 6 место — Epolets (Павел Вареница, Александр Решетарь, Андрей Головерда, Игорь Смирнов) (Андрей Хлывнюк)
- 7 место — Андрей Инкин, Полтава, 22 года (Игорь Кондратюк)
- 8 место — Кристине Мартиашвили, 27 лет (Сергей Соседов)
- 9 место — Нини Нуцубидзе, 15 лет (Нино Катамадзе)
- 10 место — Sparkle (Ани Чхеидзе, Нини Гвелисиани, Саломе Меребашвили) (Андрей Хлывнюк)
- 11 место — Татия Кобаладзе, 23 года (Нино Катамадзе)
- 12 место — Бесо Немсадзе, 24 года (Игорь Кондратюк)

## Сезон 7
В седьмом сезоне произошла полная замена состава жюри. Судейские кресла заняли продюсер и композитор Константин Меладзе; артист, автор и композитор Андрей Данилко, фронтвумен группы The Hardkiss Юлия Санина и экс-лидер Quest Pistols Show солист группы «Агонь» Антон Савлепов. Также впервые в украинской адаптации проекта концерты вели двое ведущих. К неизменной ведущей проекта Оксане Марченко присоединился Андрей Бедняков. В этом сезоне категории отменены.

### Финалисты
Цветовой ключ:
     — Победитель
     — Суперфиналист
     — Финалист
     — Участник выбыл только по результатам голосования телезрителей
     — Участник выбыл по голосованию судей и телезрителей

| Наставник          | ТОП 13                         | ТОП 13                               | ТОП 13                     |
| ------------------ | ------------------------------ | ------------------------------------ | -------------------------- |
| Константин Меладзе | Константин Битеев 11 место     | Руслана Кирющенко 10 место           | Витольд Петровский 4 место |
| Антон Савлепов     | «Без обмежень» 9 место         | Алексей Кудрявцев 6 место            | Севак Ханагян 1 место      |
| Юлия Санина        | «DETACH» 2 место               | Павел Пигура и Виталий Сычак 8 место | Дарья Соколовская 7 место  |
| Андрей Данилко     | «Mountain Breeze Band» 3 место | Александр Юпатов 13 место            | Ирина Бровкина 12 место    |
| Джокер             | «THE HYPNOTUNEZ» 5 место       | «THE HYPNOTUNEZ» 5 место             | «THE HYPNOTUNEZ» 5 место   |

- 1 место — (победитель) — Ханагян, Севак Тигранович, Ереван, 29 лет (Антон Савлепов)
- 2 место — (суперфиналист) — «DETACH», Киев (Алексей Веренчик, Денис Фандера, Максим Стадник, Руслан Войтович, Евгений Астафьев), (Юлия Санина)
- 3 место — (финалист) — Mountain Breeze Band, Полтава (Александр Беляк, Илья Беляк, Мирослав Щербак), (Андрей Данилко)
- 4 место — (полуфиналист) — Витольд Петровский, Москва, 30 лет (Константин Меладзе)
- 5 место — (полуфиналист) — THE HYPNOTUNEZ, Винница (Гера Луидзе, Владимир Линник, Олег Прокопчук, Сергей Суздальцев, Тимур Ахматов), (Джокер)
- 6 место — Алексей Кудрявцев, Тавда, 23 года (Антон Савлепов)
- 7 место — Дарья Соколовская, Житомир, 17 лет (Юлия Санина)
- 8 место — Павел Пигура и Виталий Сычак, Львов, (Юлия Санина)
- 9 место — Без обмежень, Киев (Сергей Танчинец, Александр Адаменко, Андрей Радько, Антон Выхристюк), (Антон Савлепов)
- 10 место — Руслана Кирющенко, Одесса, 16 лет (Константин Меладзе)
- 11 место — Константин Битеев, Санкт-Петербург, 23 года (Константин Меладзе)
- 12 место — Ирина Бровкина, Киев, 55 лет (Андрей Данилко)
- 13 место —  Александр Юпатов, Киев, 24 года (Андрей Данилко)

## Сезон 8
Восьмой сезон начинается с 2 сентября 2017 года. Ведущий шоу — Андрей Бедняков. Новыми судьями стали Анастасия Каменских, Олег Винник и Дмитрий Шуров. С прошлого состава возвращается Андрей Данилко. Так же, возвращается этап «прослушивания в домах судей», а этап со стульями объединён с прослушиваниями в тренировочном лагере.

### Финалисты
Цветовой ключ:
     — Победитель
     — Суперфиналист
     — Финалист
     — Участник выбыл только по результатам голосования телезрителей
     — Участник выбыл по голосованию судей и телезрителей

| Категория                     | ТОП 12                           | ТОП 12                    | ТОП 12                  |
| ----------------------------- | -------------------------------- | ------------------------- | ----------------------- |
| Олег Винник (старше 30)       | Николай Ильин 6 место            | Алена Романовская 9 место | Елена Зуева 4 место     |
| Анастасия Каменских (девушки) | Дарья Ступак 3 место             | Ксения Попова 12 место    | Анна Трубецкая 8 место  |
| Дмитрий Шуров (парни)         | Иван Варава 10 место             | Михаил Панчишин 1 место   | Остап Скороход 11 место |
| Андрей Данилко (коллективы)   | «Каблуками по брусчатке» 5 место | «Yurcash» 2 место         | «KAZKA» 7 место         |

- 1 место — Михаил Панчишин, Львов, 19 лет (Дмитрий Шуров)
- 2 место — «Yurcash», Киев (Андрей Данилко)
- 3 место — Дарья Ступак, Киев, 22 года (Настя Каменских)
- 4 место — Елена Зуева, Лиман, 32 года (Олег Винник)
- 5 место —«Каблуками по брусчатке», Киев (Андрей Данилко)

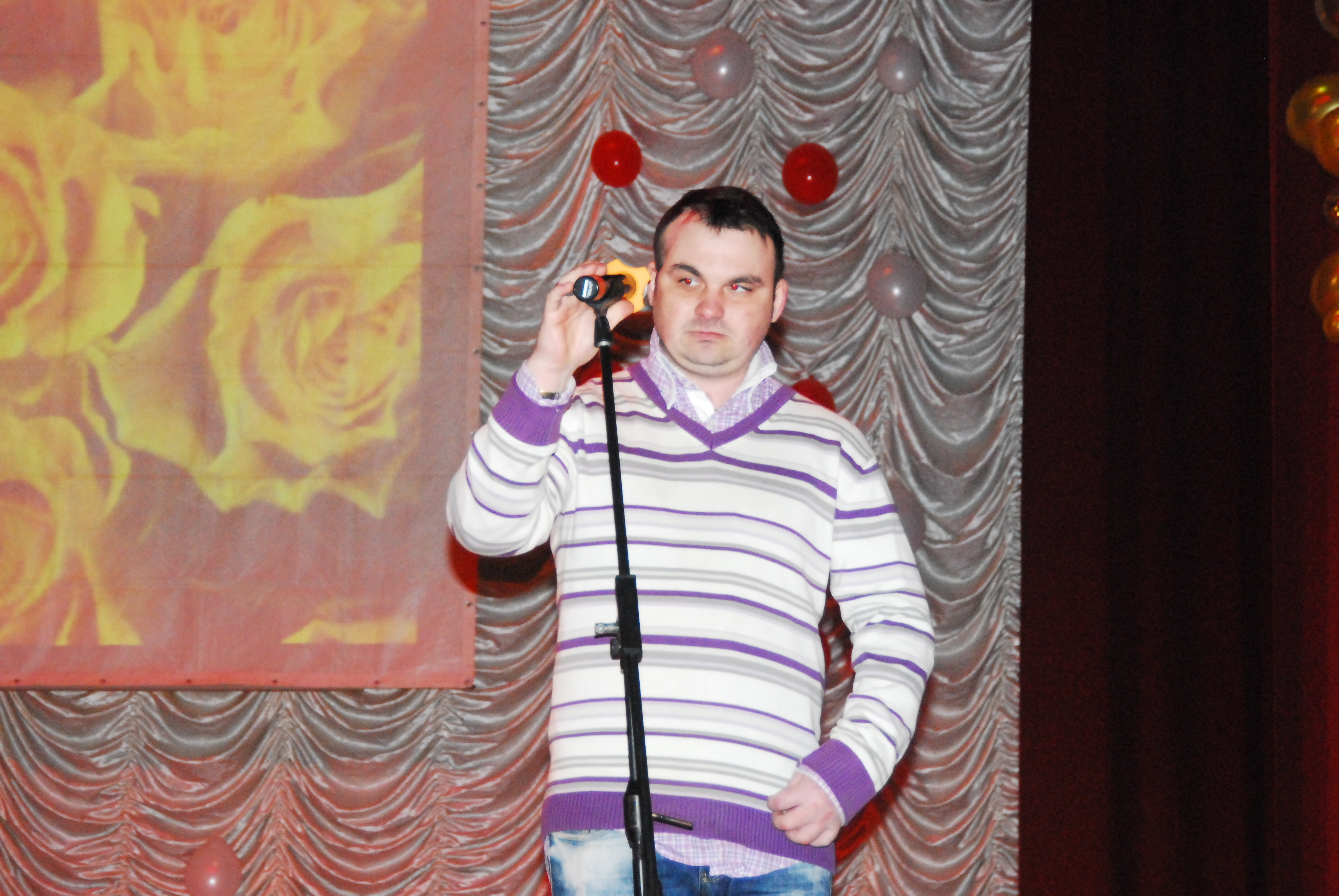
Николай Ильин. Участник X фактора

- 6 место — Николай Ильин, Мелитополь, 32 года (Олег Винник)
- 7 место — «KAZKA», Харьков/Киев (Андрей Данилко)
- 8 место — Анна Трубецкая, Могилёв, 18 лет (Настя Каменских)
- 9 место — Алена Романовская, Киев, 52 года (Олег Винник)
- 10 место — Иван Варава, Хмельницкий, 20 лет (Дмитрий Шуров)
- 11 место — Остап Скороход, Астана, 22 года (Дмитрий Шуров)
- 12 место — Ксения Попова, Кривой Рог, 21 год (Настя Каменских)
- 13 место — Вета Козакова, Киев, 24 года (Настя Каменских)

## Сезон 9

### Финалисты
Цветовой ключ:
     — Победитель
     — Суперфиналист
     — Финалист
     — Участник выбыл только по результатам голосования телезрителей
     — Участник выбыл по голосованию судей и телезрителей

| Категория                    | ТОП 13                   | ТОП 13                     | ТОП 13                         | ТОП 13                   |
| ---------------------------- | ------------------------ | -------------------------- | ------------------------------ | ------------------------ |
| Олег Винник (девушки)        | Ольга Жмурина 3 место    | Palina 7-8 место           | Маргарита Двойненко 9-11 место | -                        |
| Анастасия Каменских (группы) | «Duke Time» 5 место      | «Jazzforacat» 9-11 место   | «ZBSband» 1 место              | -                        |
| Дмитрий Шуров (30+)          | Ольга Цепкало 9-11 место | Александр Рябенко 13 место | Марк Савин 3 место             | -                        |
| Андрей Данилко (парни)       | Иван Ищенко 7-8 место    | Александр Илюха 12 место   | Петр Герасимив 6 место         | Дмитрий Волканов 2 место |

- 1 место — «ZBSband», Киев (Анастасия Каменских)
- 2 место — Дмитрий Волканов, Бердянск (Андрей Данилко)
- 3 место — Ольга Жмурина, Киев (Олег Винник)
- 4 место — Марк Савин, Киев (Дмитрий Шуров)
- 5 место — «Duke Time», Одесса (Анастасия Каменских)
- 6 место — Петр Герасимив, Бортники, 26 лет (Андрей Данилко)
- 7-8 место — Palina, Минск, 24 года (Олег Винник)
- 7-8 место — Иван Ищенко, Миргород, 20 лет (Андрей Данилко)
- 9-11 место — «Jazzforacat», Винница (Анастасия Каменских)
- 9-11 место — Маргарита Двойненко, Киев, 29 лет (Олег Винник)
- 9-11 место — Ольга Цепкало, Белогородка, 38 лет (Дмитрий Шуров)
- 12 место — Александр Илюха, Киев, 24 года (Андрей Данилко)
- 13 место — Александр Рябенко, Киев, 38 лет (Дмитрий Шуров)

## Сезон 10

### Финалисты
Цветовой ключ:
     — Победитель
     — Суперфиналист
     — Финалист
     — Полуфиналист
     — Участник выбыл только по голосованию наставника
     — Участник выбыл только по голосованию телезрителей
     — Участник выбыл по голосованию судей и телезрителей

| Наставник (категория)       | Топ 12                    | Топ 12                       | Топ 12                            | Топ 12 |
| --------------------------- | ------------------------- | ---------------------------- | --------------------------------- | ------ |
| Игорь Кондратюк (девушки)   | Элина Иващенко Победитель | Мария Стопник 4 место        | Юлия Бордунова 11 место           |        |
| Оля Полякова (30+)          | Анна Иваница 6 место      | Георгий Колдун Суперфиналист | Людмила Базелюк 9 место           |        |
| NK (парни)                  | Юрий Каналош 10 место     | Артем Забелин 7 место        | Антон Вельбой 3 место             |        |
| Андрей Данилко (коллективы) | «ROMAX» 5 место           | «Чудесные» 12 место          | «Furman Trash Polka Band» 8 место |        |

- 1 место — (победитель) — Элина Иващенко, Бровары, 17 лет (Игорь Кондратюк)
- 2 место — (суперфиналист) — Георгий Колдун, Минск, 43 года (Оля Полякова)
- 3 место — (финалист) — Антон Вельбой, Грунь, 19 лет (NK)
- 4 место — (финалист) — Мария Стопник, Тернополь, 21 год (Игорь Кондратюк)
- 5 место — (полуфиналист) — ROMAX, Киев (Андрей Данилко)
- 6 место — (полуфиналист) — Анна Иваница, Винница, 32 года (Оля Полякова)
- 7 место — Артем Забелин, Запорожье, 28 лет (NK)
- 8 место — «Furman Trash Polka Band», Киев (Андрей Данилко)
- 9-12 место — Людмила Базелюк, Дубовые Махаринцы, 47 лет (Оля Полякова)
- 9-12 место — Юрий Каналош, Павлово, 25 лет (NK)
- 9-12 место — Юлия Бордунова, Днепр, 22 года (Игорь Кондратюк)
- 9-12 место — Чудесные, Винница/Белая Церковь (Андрей Данилко)

## Визиты к судьям
| Сезон | Игорь Кондратюк | Серёга              | Ёлка               | Сергей Соседов   |
| ----- | --------------- | ------------------- | ------------------ | ---------------- |
| 1     | Александр Рыбак | Любовь Казарновская | Максим Покровский  | Лолита Милявская |
| 2     | Лайма Вайкуле   | Александр Градский  | Алессандро Сафина  | Лолита Милявская |
| 3     | Игорь Кондратюк | Серёга              | Ирина Дубцова      | Сергей Соседов   |
| 3     | Томас Андерс    | Мария Шерифович     | Владимир Пресняков | Лолита Милявская |
| 4     | Алексей Кортнев | Лиз Митчелл         | Филипп Киркоров    | Любаша           |
| 5     | Игорь Кондратюк | Иван Дорн           | Нино Катамадзе     | Сергей Соседов   |
| 5     | In-Grid         | Craig David         | Insight            | Ирина Билык      |
| 8     | Олег Винник     | Настя Каменских     | Дмитрий Шуров      | Андрей Данилко   |
| 8     | Михаил Ясинский | Алан Бадоев         | Виталий Дроздов    | —                |

### Гости 1-го сезона
- Первый прямой эфир — Лара Фабиан
- Второй прямой эфир — Валерий Меладзе
- Третий прямой эфир — Океан Эльзы
- Четвёртый прямой эфир — Дима Билан
- Пятый прямой эфир — Би-2
- Шестой прямой эфир — Город 312
- Седьмой прямой эфир — Патрисия Каас
- Восьмой прямой эфир — Эмма Шаплин
- Девятый прямой эфир — Лолита Милявская
- Десятый прямой эфир — Мария Шерифович, Тина Кароль, Александр Рыбак, Алессандро Сафина
- Одиннадцатый прямой эфир — Ёлка, Серёга

### Гости 2-го сезона
- Первый прямой эфир — Кайли Миноуг — «Get Outta My Way», «Can’t Get You Outta My Head», «All The Lovers», «I Should Be So Lucky»
- Второй прямой эфир — Уматурман — «В городе дождь», «Я так ждала тебя, Вова», «Проститься»
- Третий прямой эфир — Бонни Тайлер — «It’s A Heartache», «Total Eclipse Of The Heart», «Holding Out For A Hero»
- Четвёртый прямой эфир — Сплин — «Выхода нет», «Романс», «Моё сердце»
- Пятый прямой эфир — Шер Ллойд — «Swagger Jagger», «With Your Love»
- Шестой прямой эфир — Лорен Кристи — «The Color Of Nights», «I’m With You», «You Read Me Wrong»
- Седьмой прямой эфир — Глория Гейнор — «Never Can Say Goodbye», «Just No Other Way», «I Will Survive»
- Восьмой прямой эфир — BB Brunes — «Lalalove You», «Dis-moi»
- Девятый прямой эфир — Несчастный случай — «Что ты имела в виду», «С 1 по 13», Мария Рак — «Зима»
- Десятый прямой эфир — Крейг Дэвид — «Walking Away» (в дуэте), «Insomnia», Александр Градский — «Как молоды мы были» (в дуэте), «Гори-гори, моя звезда», Николай Носков — «А на меньшее я не согласен» (в дуэте), «Снег»
- Одиннадцатый прямой эфир — Ёлка — «Около тебя», Сергей Соседов — «Верни мне музыку», Мария Рак и Алексей Кузнецов — «Believe»

### Гости 3-го сезона
- Первый прямой эфир — Тото Кутуньо
- Второй прямой эфир — Олег Кензов — «Просто останься»
- Третий прямой эфир — Дима Монатик — «Терроризирует»
- Четвёртый прямой эфир — Артём Семёнов — «Сильная женщина»
- Пятый прямой эфир — группа «Люмьер»
- Шестой прямой эфир — Виктор Романченко и Ирина Дубцова — «Живи»
- Седьмой прямой эфир — Аркадий Войтюк
- Восьмой прямой эфир — Ирина Борисюк
- Девятый прямой эфир — Владислав Курасов
- Десятый прямой эфир — Крис Норман, Аль Бано, Jamelia
- Одиннадцатый прямой эфир — Ирина Дубцова, Сергей Соседов, Владимир Герасименко, Юлия Кувшинова, Виктор Романченко

### Гости 4-го сезона
- Первый прямой эфир —  Brainstorm — «Maybe», «Ветер», «Выходные»
- Второй прямой эфир —  Друга Ріка — «Назавжди»
- Третий прямой эфир —  С.К.А.Й.
- Четвёртый прямой эфир —  Артём Семёнов, Хор Galart
- Пятый прямой эфир — Наталья Могилевская — «Відправила message», «Гении», «Любила»
- Шестой прямой эфир — Александр Пономарёв
- Седьмой прямой эфир — Евгений Литвинкович
- Девятый прямой эфир —Тина Кароль — «Ніжно», «Пупсик», «Жизнь продолжается»
- Десятый прямой эфир —Лолита , Боссон, Елена Ваенга
- Одиннадцатый прямой эфир — Серёга

### Гости 5-го сезона
- Четвёртый прямой эфир — Нино Катамадзе
- Седьмой прямой эфир —Сара Коннор , Гару, Олег Скрипка.
- Восьмой прямой эфир — Нино Катамадзе

### Гости 6-го сезона
- Первый прямой эфир — Hurts /Wonderful Life, Some Kind of Heaven, Nothing Will Be Bigger Than Us, Stay/
- Второй прямой эфир — ONUKA /Around Me, Time, Misto/
- Третий прямой эфир — Brunettes Shoot Blondes /Bittersweet, Knock Knock, You’re Broke My Heart/
- Четвёртый прямой эфир — Один в каноэ /Небо, Човен/
- Пятый прямой эфир —  The Erised /Pray, In My Car, It’s Over/
- Шестой прямой эфир —  Мария Чайковская /Лифты, Вітер, Зорі/
- Седьмой прямой эфир — Джамала /Заплуталась (в дуэте), Иные/, Джеймс Артур /Impossible (в дуэте), You’re Nobody 'Til Somebody Loves You/, Бонни Тайлер /If You Were A Woman (And I Was A Man) (в дуэте), Total Eclipse of the Heart/
- Восьмой прямой эфир — The Maneken[укр.] /Networked Life, Sunbeam Girl/

### Гости 7-го сезона
- Первый прямой эфир — АГОНЬ /Каждый за себя, Революция, Радио «Ночь»/, The HARDKISS /TONY, TALK!, Rain, Part of Me/
- Третий прямой эфир —  Антитіла /Одинак, Люди, як кораблi, Танцюй/
- Четвёртый прямой эфир — Pianoбой /Родимки (в дуэте)/, ROZHDEN /Знаешь (в дуэте), Роса/, Александр Пономарёв /Варто чи ні (в дуэте), Світ твоїх очей/, Alyosha /Sweet People (в дуэте)/, SunSay /Love Manifest (в дуэте)/, Олег Скрипка /Країна мрій (в дуэте)/, Виктор Павлик /Ти подобаєшся мені (в дуэте)/, Lama /Знаєш, як болить (в дуэте)/, АГОНЬ /Он рядом (в дуэте)/
- Пятый прямой эфир —  O.Torvald /Вирвана, #нашілюдивсюди, Киев днём и ночью/
- Шестой прямой эфир —  ALEKSEEV /А я пливу, Пьяное солнце/, Артисты шоу «Параллельные миры Ромео и Джульетты», СТБ
- Седьмой прямой эфир —  LOBODA /К ЧЕРТУ ЛЮБОВЬ (в дуэте), Твои глаза/, Софи Эллис-Бекстор /Catch You (в дуэте), Come With Us/ , Kadebostany /Castle in the Snow (в дуэте), Joy & Sorrow/

### Гости 8-го сезона
- Первый прямой эфир — Настя Каменских «Это моя ночь» / LP  «Other People», «When We’re High», «Lost On You»
- Третий прямой эфир — «Без обмежень» «Тону», «Най»
- Четвёртый прямой эфир — «Pianoбой» «Полуничне небо» / Евгений Хмара «инструментальная музыка»
- Пятый прямой эфир — Полиграф ШарикOFF «Харизма» и «У меня есть всё»
- Шестой прямой эфир —  Олег Винник «Вовчиця», «Кто я» и «Возьми меня в свой плен»
- Седьмой прямой эфир —  Лиз Митчелл «Sunny» (в дуэте) и «Bahama Mama»/ Натан Гошен «Thinking About It» (в дуэте) и «Home»/ O.Torvald «Крик» (в дуэте) и «#Ракамакафо»
- Восьмой прямой эфир — MELOVIN, Mountain Breeze

### Гости 9-го сезона
- Второй прямой эфир — MELOVIN «З тобою, зі мною, і годі», «Under the Ladder»
- Третий прямой эфир — Олег Винник «Нино» / KAZKA «Плакала»
- Четвёртый прямой эфир — Михаил Панчишин «Вода ледяная», «Baby»
- Пятый прямой эфир MONATIK / Алекс Клэр / Мелани Си / Верка Сердючка
- Шестой прямой эфир Дмитрий Шуров и Pianoбой / NK

### Гости 10-го сезона
- Первый прямой эфир — Без Обмежень[укр.] «Зорі запалали», «Не мовчи»
- Второй прямой эфир — «НеАнгелы» // Melovin // Оля Полякова
- Третий прямой эфир — NK // Onuka
- Четвертый прямой эфир — Сергей Бабкин // Олег Винник // Оля Полякова // Макс Барских
- Пятый прямой эфир — Верка Сердючка // Monatik // Alyona Alyona // Alekseev // «Антитела» // Саша Кривошапка // Pianoбой // Джамала // Тина Кароль